# IC 1566
IC 1566 је лентикуларна галаксија у сазвјежђу Рибе која се налази на листи објеката дубоког неба у Индекс каталогу.
Деклинација објекта је + 6° 48' 56" а ректасцензија 0h 39m 33,3s. Привидна величина (магнитуда) објекта IC 1566 износи 14,8 а фотографска магнитуда 15,7. IC 1566 је још познат и под ознакама DRCG 2-36, NPM1G +06.0033, PGC 73393.